# Acidodontium pallidum
Acidodontium pallidum là một loài Rêu trong họ Bryaceae. Loài này được Herzog mô tả khoa học đầu tiên năm 1916.